# Jakonur
Jakonur (ros. Яконур) – wieś w Rosji, w Republice Ałtaju, w rejonie ust-kańskim. W 2010 liczyła 1661 mieszkańców.